# Darlington County
"Darlington County" je pjesma Brucea Springsteena objavljena na albumu Born in the U.S.A. iz 1984.
Verzija pjesme koja je objavljena na albumu snimljena je u travnju i svibnju 1982. u Power Stationu tijekom ranih snimanja za album.

## Povijest koncertnih izvedbi
"Darlington County" je bila izvođena na svakom koncertu na Born in the U.S.A. Touru; započinjala je Springsteenovim solom na gitari, nakon čega mu se pridruživao Steven Van Zandt. Pjesma nije izvođena sve do Reunion Toura kad je dočekana ovacijama obožavatelja.
Međutim, nakon napada 11. rujna, pjesma (čiji stihovi spominju Svjetski trgovački centar) nije izvođena sve do treće etape The Rising Toura. Izvođena je do kraja turneje, a ponovno se pojavila na Magic Touru. Do 2008. je izvedena oko 260 puta.

## Vanjske poveznice
- Stihovi "Darlington County" na službenoj stranici Brucea Springsteena